# Servantes de Sainte Marguerite-Marie et des pauvres
Les servantes de Sainte Marguerite-Marie et des pauvres (en latin : Ancillarum Sanctae Margatitae Mariae et Pauperum) est une congrégation religieuse hospitalière féminine de droit pontifical.

## Historique
La congrégation est fondée le 13 octobre 1901 à Guadalajara par Maria Guadalupe Garcia Zavala (1878-1963) avec l'aide de son directeur spirituel Cipriano Iñiguez Martín del Campo pour les soins des pauvres de la ville dans les hôpitaux ; elle est érigée en institut de droit diocésain par décret de Mgr José Francisco Orozco y Jiménez le 24 mai 1935.
La fondatrice est béatifiée par le pape Jean-Paul II en 2004.

## Activités et diffusion
Les filles de sainte Marguerite-Marie se consacrent au service des pauvres et donnent des soins de santé aux plus nécessiteux.
En dehors du Mexique elles sont présentes en Grèce, en Islande, en Italie et au Pérou.
La maison-mère est à Guadalajara.
En 2017, la congrégation comptait 112 sœurs dans 21 maisons.